# Gigantengrab
| QS Vor- und Frühgeschichte | Dieser Artikel wurde aufgrund von inhaltlichen Mängeln auf der Qualitätssicherungsseite des WikiProjekts Vor- und Frühgeschichte eingetragen. Dies geschieht, um die Qualität der Artikel aus diesem Themengebiet auf ein akzeptables Niveau zu bringen. Bitte hilf mit, die inhaltlichen Mängel dieses Artikels zu beseitigen, und beteilige dich bitte an der Diskussion! |  |

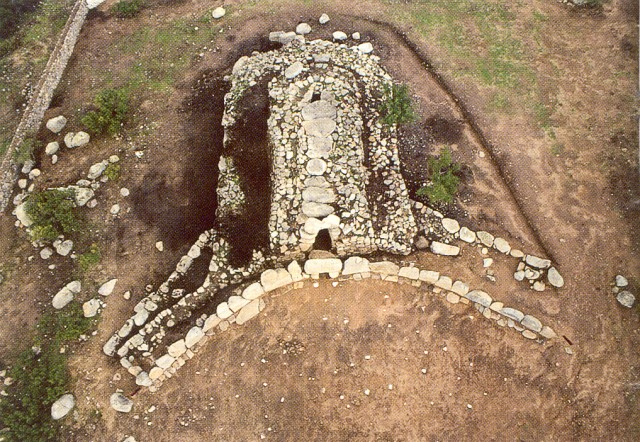
Gigantengrab von Osono

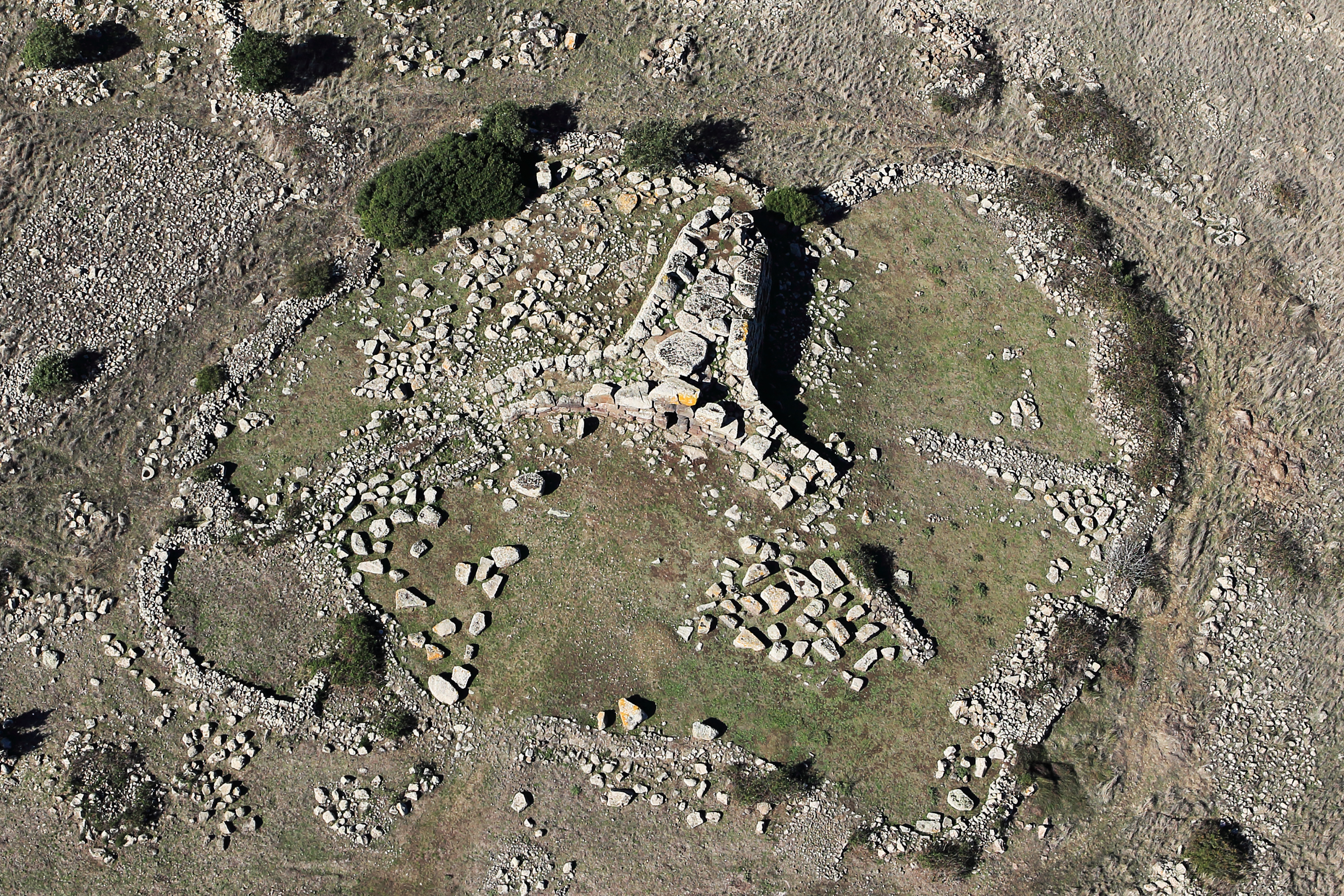
Sa Domu 'e S'Orku

Gigantengräber sind die größten pränuraghischen Kultanlagen auf Sardinien. Wie die großen Felsengräber (Sos Furrighesos), die Domus de Janas, sind sie Monumente der Bonnanaro-Kultur (2200–1600 v. Chr.), der Vorläuferkultur der Nuragher. Die auf Sardu Tumbas de sos zigantes und auf Italienisch plur. Tombe dei Giganti wegen ihrer Größe so genannten Bauten zählen europaweit zu den spätesten Megalithanlagen.

## Entwicklung
Eine Variante der Gigantengräber findet man in Nordsardinien, vor allem im Logudoro, dessen weiche miozäne Kalkformationen schon die Menschen der Ozieri-Kultur zum Anlegen von Domus de Janas veranlasste. Hier wurden Gigantengräber mit Portalstelen und kleiner Exedra aus dem Fels gehauen Mesu ’e Montes; sogar die einem Schiffsrumpf ähnelnde Form der Kammer ist angedeutet. Auf dem Campu Luntanu, dem fernen Acker; in Florinas, gibt es ein monolithisches Grab, das vollständig aus einem erratischen Felsblock gehauen ist – lediglich die Exedra fehlt. Ähnlich den Gigantengräbern besitzen diese nuraghischen Domus de Janas in der Regel nur eine länglichrechteckige Kammer, die gelegentlich quer zur Fassade angeordnet ist, weil sich so die Räume besser nutzen ließen (Sos Furrighesos).

### Portalstele und Blocksteine
Baulich treten freistehende Gigantengräber in zwei Varianten auf. Einmal mit Portalstelen, ähnlich wie die Zugänge der großen Felsengräber die zum Teil Portalstelen imitieren; jener Typ, der sich in Li Lolghi, Coddu Vecchiu, beide Provinz Sassari oder in S’Ena ’e Thomes bei Dorgali präsentiert.

Modelle mit Portalstele
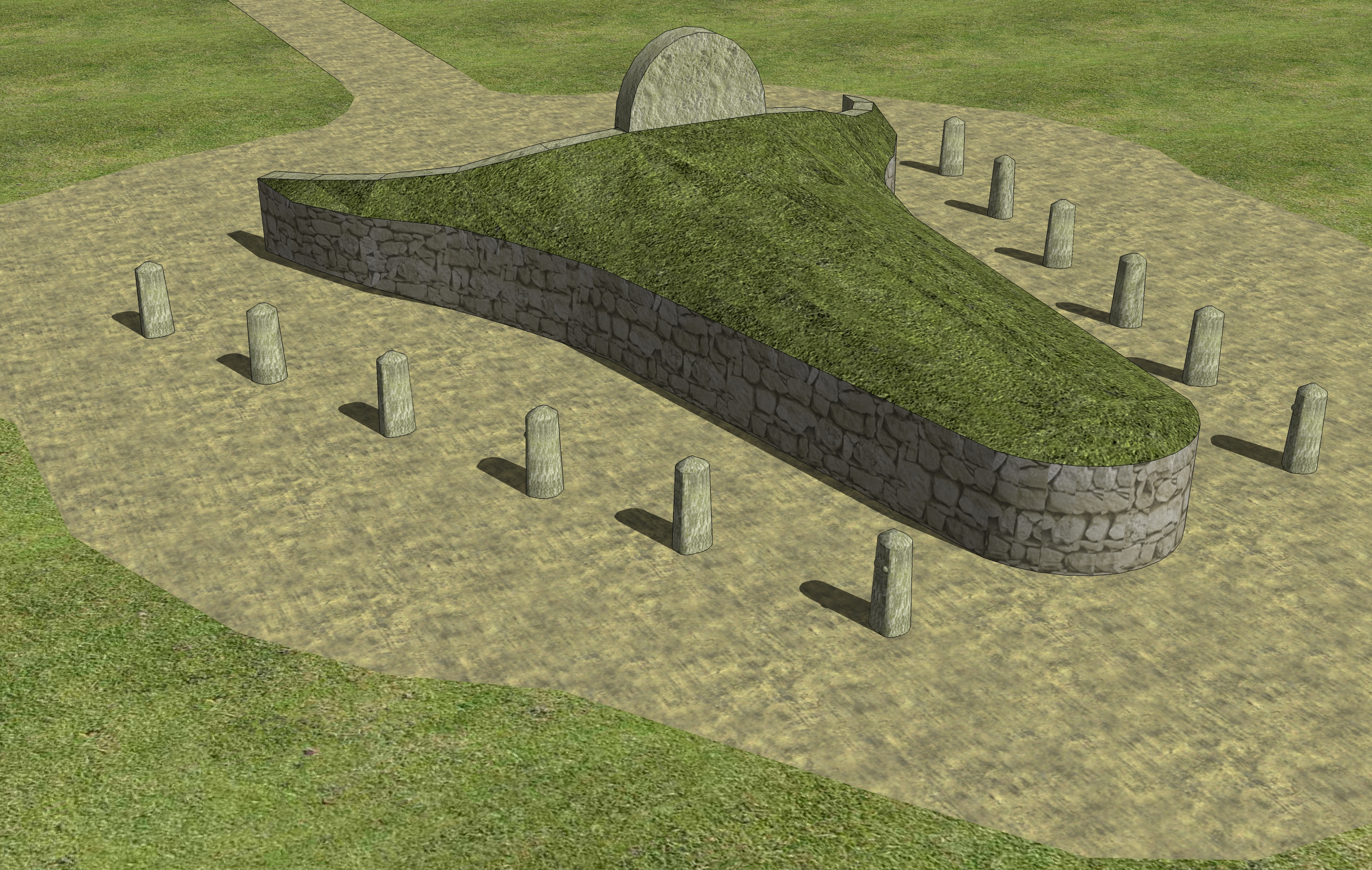
Modell mit Portalstele Rückansicht
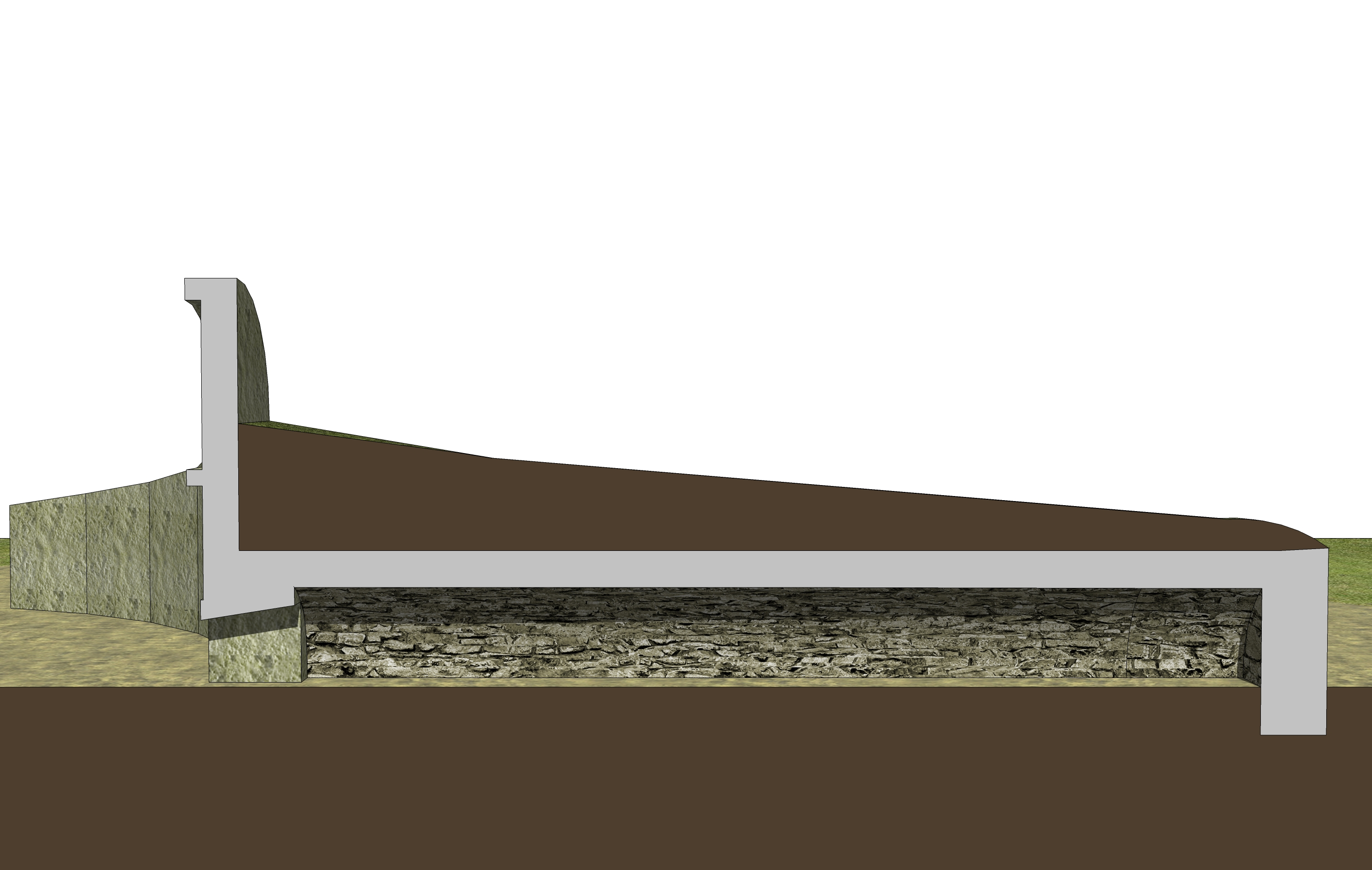
Längsschnitt durch die Galerie (Kammer)
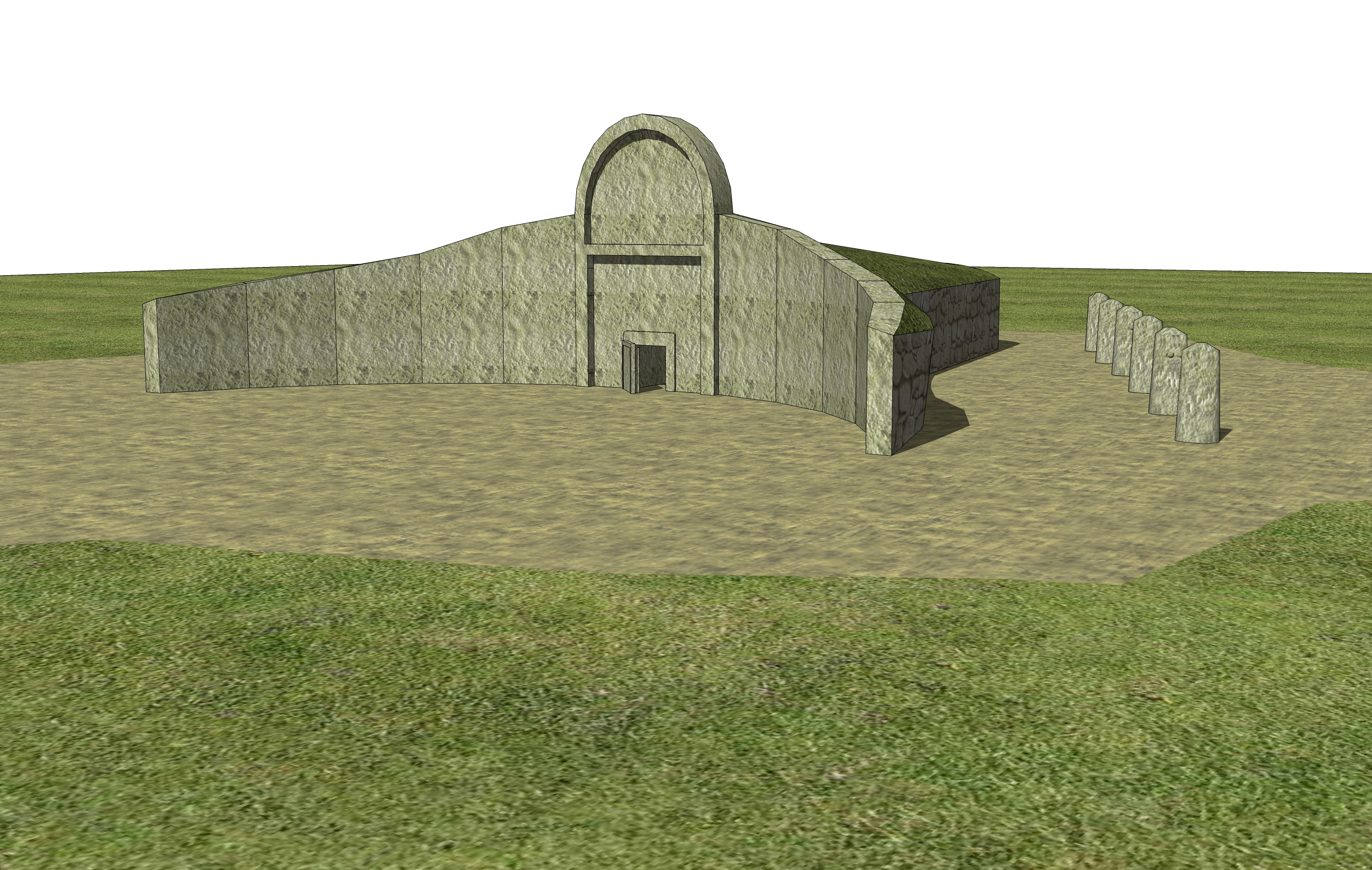
Modell mit Portalstele Vorderansicht
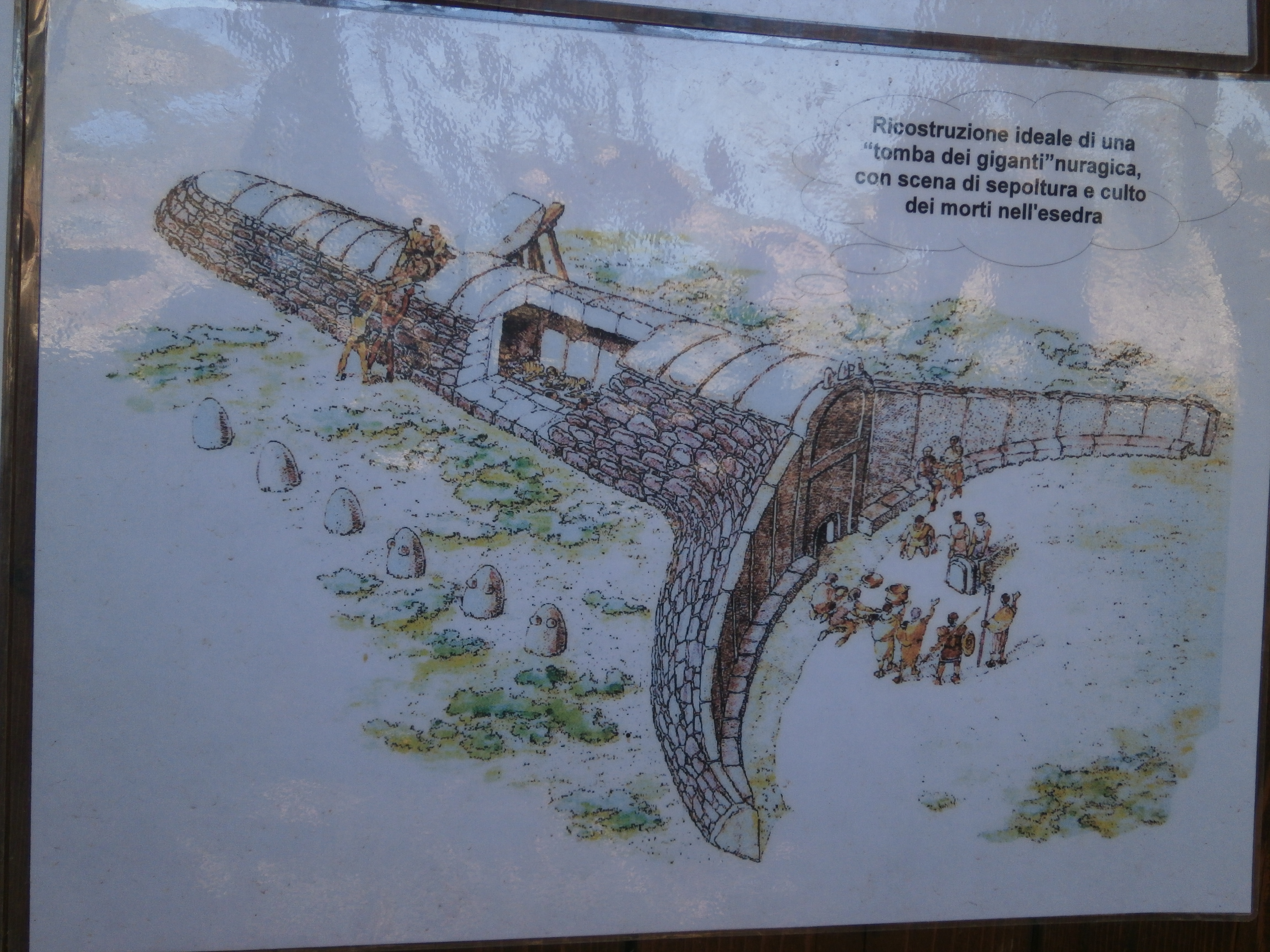
Rekonstruktion Gigantengrab

Das herausragende Element der Anlagen der ersten Generation bzw. der nördlichen von Gigantengräbern ist die phallische, bis zu 4 m hohe Portalstele im Zentrum der Exedra. Einzig in ihrer Art, haben die Exedren der 321 bekannten Anlagen einerseits Ähnlichkeiten mit den irischen Court Tombs, und den schottischen Clyde Tombs und andererseits mit den Exedren maltesischer Tempel.

Verbreitungskarte

Spätere Anlagen wie Muraguada und Tamuli sind dagegen nicht mit zentralen Stelen versehen, sondern mit einer in der Mitte deutlich erhöhten Quaderfassade (italienisch tipo dolmenico – Dolmentyp) aus bearbeiteten und geschichteten Steinblöcken (italienisch tipo dolmenico – Dolmentyp). Bei der Anlage von Madau (NU) ist erkennbar, dass die Exedra aus Blocksteinen auf einer umgestürzten Portalstele errichtet wurde, was die Abfolge klarlegt.
Als Ausgangspunkt des Baus von Gigantengräbern wird der U-formige Dolmen S’Ena ’e sa Vacca bei Olzai, in der Provinz Nuoro (NU) angesehen. An den Anlagen von Coddu Vecchiu und Li Lolghi wird deutlich, dass Exedren mit Portalstelen nachträglich vor bestehende rechteckige Galerie- oder Kistengräber gesetzt wurden. Diese Umbauten bleiben nicht auf die Gallura beschränkt, die sich offenbar einer anderenorts entstandenen Entwicklung anschließt. Eine in dieselbe Zeit fallende Anlage ist der Dolmen Sculacacca bei Oniferi, der ein Unikat darstellt. Nahe bei Abbasanta liegt die Anlage von Sos Ozzastros mit einer nur 3,4 m langen und einen Meter breiten Galerie, eines der kleinsten Gigantengräber. Es hat eine halbkreisförmige Exedra an der sich bankartige Vorbauten befinden.

## Die Galerie
Die zumeist engen Galerien, die oft nur durch einen winzigen Durchlass am unteren Ende der Portalstele erreichbar sind, können bis zu 24 m lang sein. Bei der Gestaltung der Galerie gibt es verschiedene Varianten. Manche sind, wie die späteren Protonuraghen, mit horizontal aufgelegter Deckenplatte versehen (S’Ena ’e Thomes), andere mit falschem Gewölbe (Is Concias, Muraguada und Madau). Im Deckenausbau der Galerien gibt es auch die Kombination von horizontaler Platte und Gewölbe (San Cosimo Provinz Cagliari (CA)).
In einer solchen Galerie fand man bis zu 136 Skelette. Die kulturelle Kontinuität zwischen den großen Felskammern und der Freilandarchitektur wird durch die Baityloi beziehungsweise deren Standorte gebildet. Sie stehen sowohl über einigen Felsgrabportalen als auch auf (dann mit Zahnfriesen) oder neben Gigantengräbern (Is Concias, Tamuli).

Gigantengräber
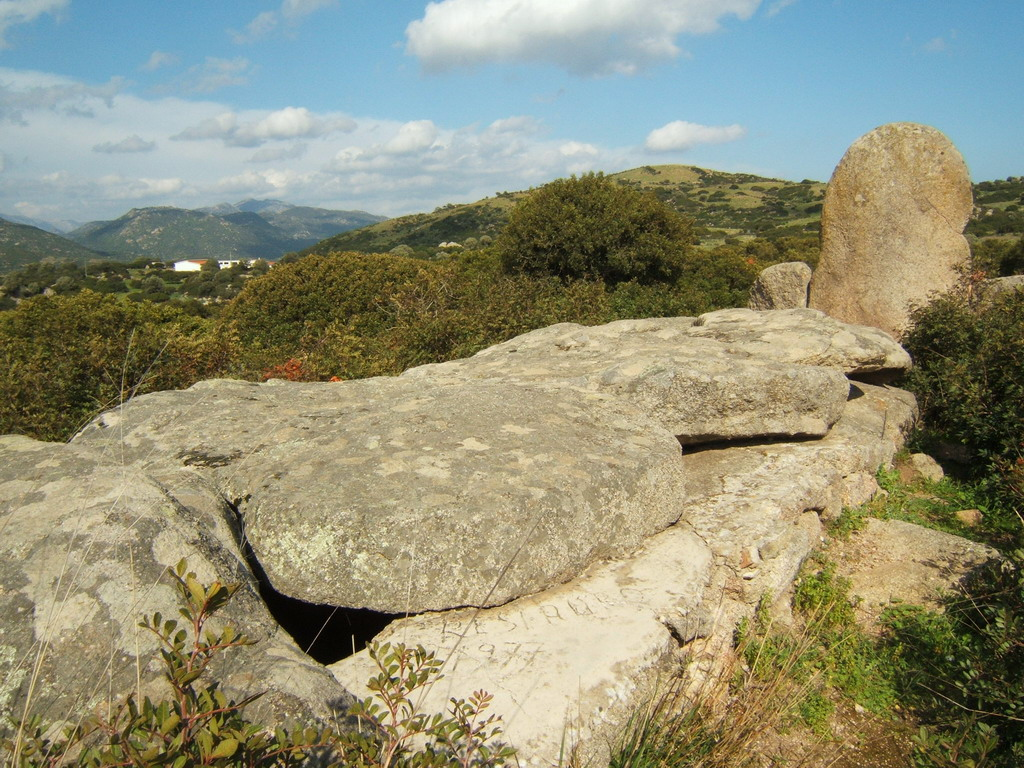
Gigantengrab S’Ena ’e Thomes von der Galerie aus gesehen
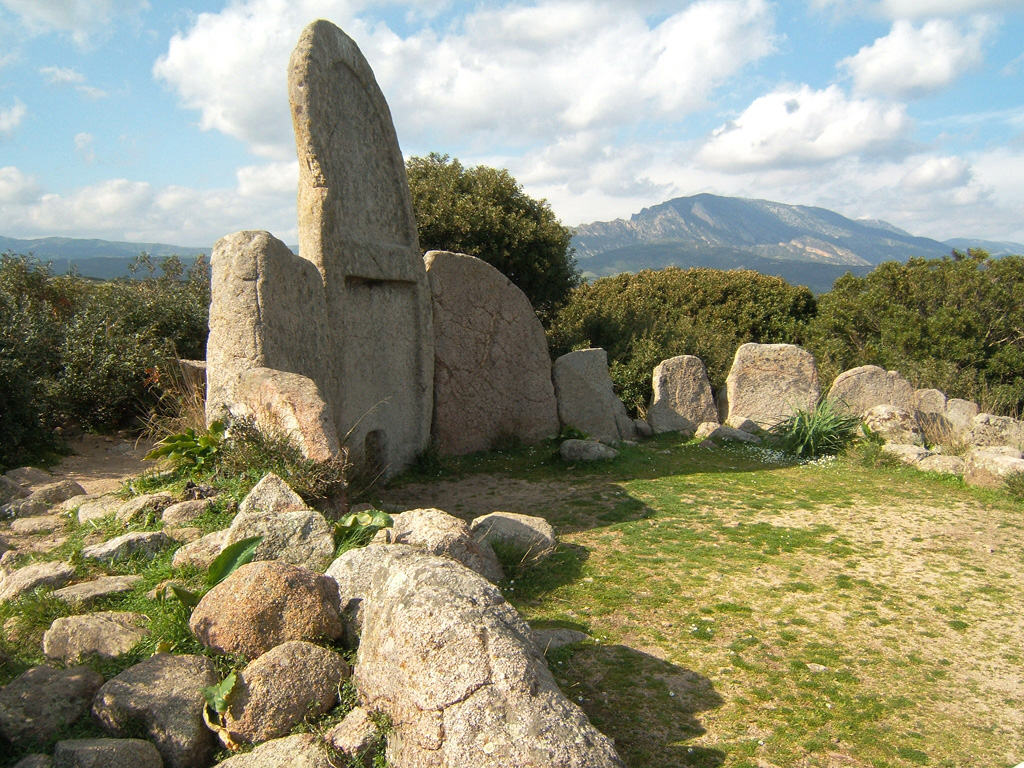
Front mit Portalstele des Gigantengrabs S’Ena ’e Thomes
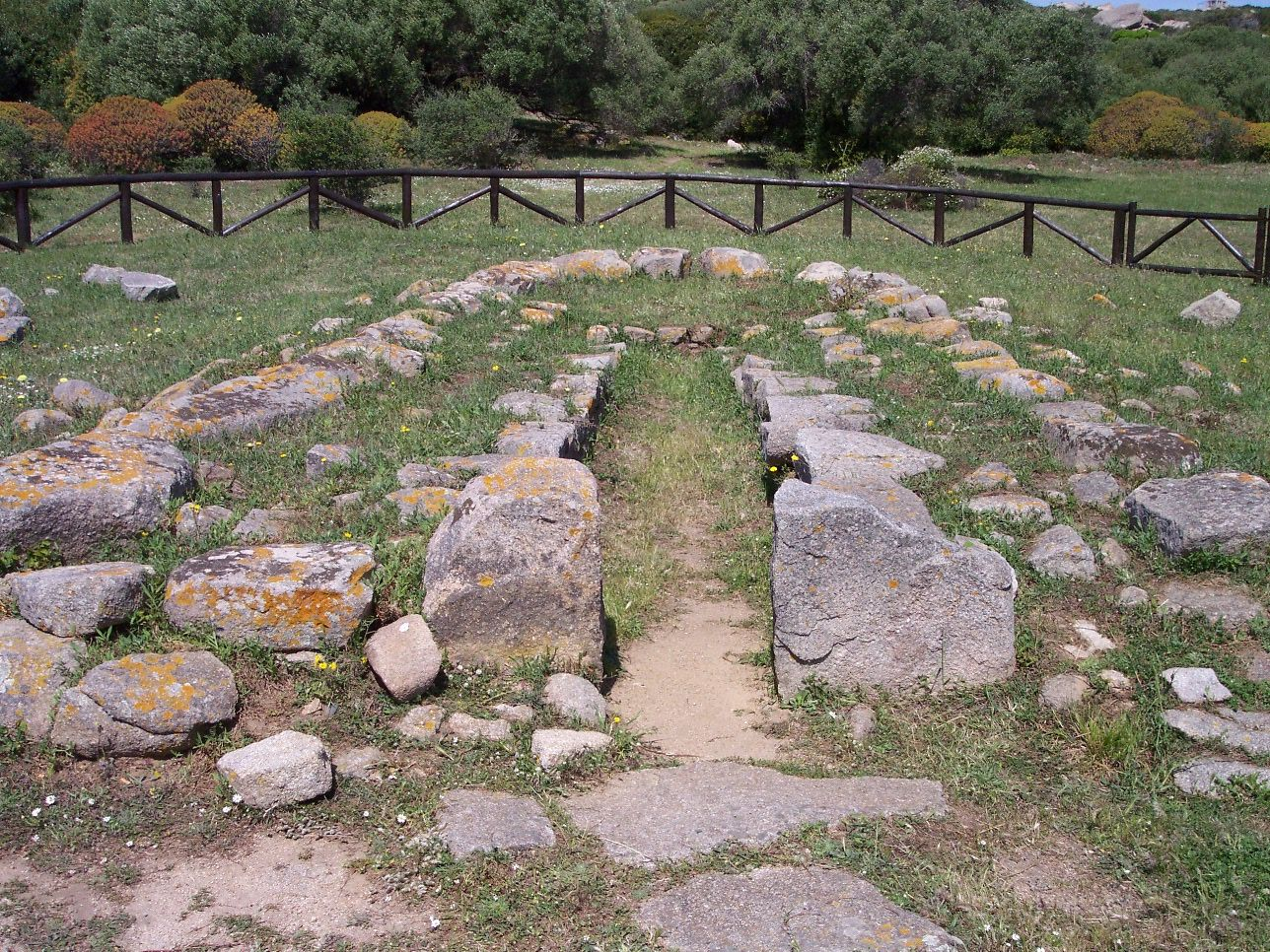
Basis des Gigantengrabes Lu Brandali in Santa Teresa Gallura
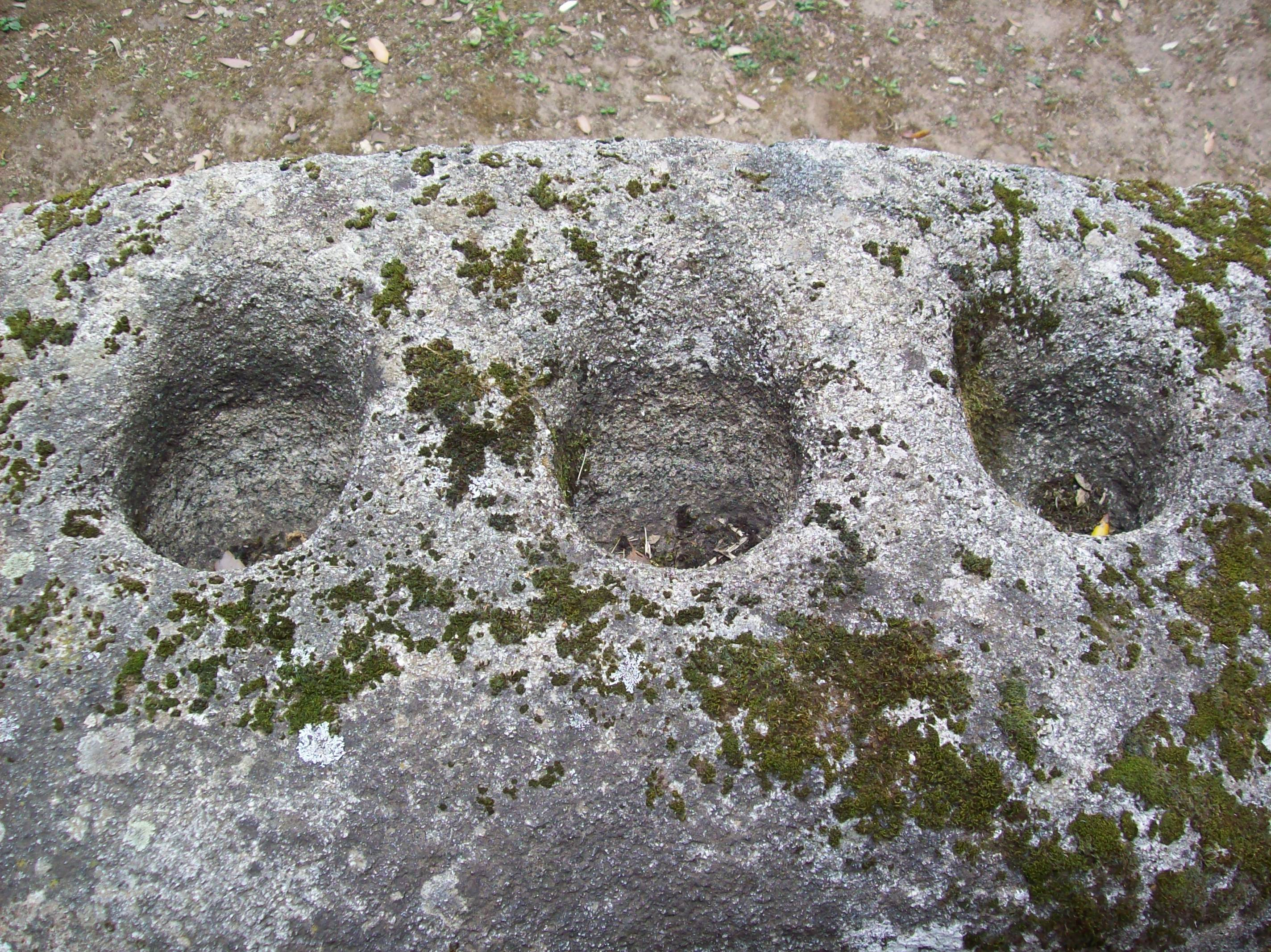
Blick von oben auf die drei Baityloihalter des Gigantengrabes Seleni II